# Kunstgutlager Schloss Celle
Das Kunstgutlager Schloss Celle (zunächst Zonal Fine Arts Repository) war von 1945 bis 1958 das zentrale Kunstgutlager in der britischen Besatzungszone auf Schloss Celle.

## Geschichte
Das Kunstgutlager wurde durch Erlass der britischen Militärregierung als Zonal Fine Arts Repository am 28. August 1945 gegründet. Hierher gelangten alle auf dem Gebiet der britischen Besatzungszone in den Grenzen der Demarkationslinie vom 30. Juni 1945 beschlagnahmten verschleppten Kunstgegenstände. Am 29. November 1949 übernahm das Land Niedersachsen die Verantwortung für das Kunstgutlager, dieses erhielt den Namen Kunstgutlager Schloss Celle.
Das Kunstgutlager veranstaltete von Mai 1946 bis 1958 zahlreiche Ausstellungen. Auch unterhielt es eine Kunstbibliothek, die z. T. aus Beständen der Berliner Museen und der Kunstbibliothek bestand, diese wurden 1953 und 1956 wieder nach Berlin zurückgegeben. Die restlichen Bücher wurden 1958 an das Herzog Anton Ulrich-Museum in Braunschweig übergeben.
Nach Beendigung der Rückführung der meisten Bestände nach Berlin im April 1958 wurde die restliche Verwaltung und Abwicklung an das Niedersächsische Landesmuseum in Hannover übergeben.

## Bestände
Überwiegend handelte es sich dabei um während des Zweiten Weltkrieges aus Sicherheitsgründen ausgelagerte Bestände der Berliner Museen, die im Kalibergwerk Grasleben und beim Bergwerk Schönebeck eingelagert worden waren und zwischen Oktober 1945 und April 1947 über Goslar und Braunschweig nach Celle gelangten. Die Bestände der Berliner Museen in der amerikanischen Besatzungszone gelangten in den Wiesbaden Central Collecting Point.
Zu den Stücken aus den Berliner Museen kamen noch weitere Bestände, so etwa aus
- der Universität Greifswald: Die Universität lagerte verschiedene Kulturgüter (Archivalien, Bücher, Rektoratsinsignien, Bilder, Croÿ-Teppich, Esther-Teppich) nach Lübeck aus, von wo sie 1945 nach Celle gelangten. Diese Gegenstände wurden der Universität 1952 bzw. 1956 zurückgegeben, die Bilder waren allerdings verschollen.[3]
- der Bernsteinsammlung der Universität Königsberg, seit 1958 treuhänderisch im Geowissenschaftlichen Museum der Universität Göttingen.[4]
- dem Dom und dem Kaiser-Friedrich Museum in Magdeburg. Zurückgegeben 1950 und 1954.[5]
- dem Staatlichen Museum Schwerin: niederländische Gemälde, Porzellan, antike Vasen, barocke Elfenbeinschnitzereien, 1961 zurückgegeben.[6]
- der Landesbibliothek Schwerin. Etwa 2000 Bände in 13 Kisten.[7]
- ca. 7.000 Bände aus der Bibliothek des Winckelmann-Instituts für Klassische Archäologie der Berliner Friedrich-Wilhelm-Universität[8].

Ferner gehörte eine Abteilung mit „verdächtigem Kriegsgut“ dazu, dabei handelte es sich um unrechtmäßig enteignete Kunstgüter, die restituiert wurden.

## Mitarbeiter
Ab dem 28. August 1945 war der Kaufmann und Sammler Ernst-Jürgen Otto Leiter, der jedoch nach einem Diebstahl von antikem Schmuck aus der Berliner Antikensammlung im Oktober 1947 abgelöst wurde. Direktor vom 13. Februar 1948 bis zu seinem Tod am 6. Oktober 1952 war Robert Schmidt, ihm folgte vom 27. Oktober 1953 bis zur Auflösung 1958 Lothar Pretzell, der seit dem 14. November 1947 zunächst kommissarischer Direktor, seit dem 13. Februar 1948 stellvertretender Direktor gewesen war.
Als Mitarbeiter tätig waren hier u. a.
- Heinrich Brauer (1948–1956)
- Axel von Gagern (1956–1957)
- Gerhard Händler (1949–1951)
- Horst Hartmann (1951–1955)
- Helga von Heintze (1946–1948)
- Hans Jürgen Hundt (Restaurierungsabteilung, 1949–1950)
- Gerd Koch (1950–1951)
- Walter Polzenhagen (Restaurierungsabteilung, 1950–1955)[12]
- Loni Pretzell (1949–1953)
- Reinhard Rohr (Restaurierungsabteilung, 1956–1958)
- Wolfgang Scheffler (1952–1957)
- Friedrich Thöne (1946–1947)
- Dieter Veerkamp (1957–1958)
- Hermann Weyland (1947)